# Relaxamento (física)
Nas ciências físicas, relaxamento geralmente significa o retorno de um sistema perturbado ao equilíbrio. Cada processo de relaxamento pode ser categorizado por um tempo de relaxamento τ. A descrição teórica mais simples do relaxamento em função do tempo t é uma lei exponencial exp(-t/τ) (decaimento exponencial). 

## Em sistemas lineares simples

### Mecânica: Oscilador não submetido à força amortecido
Seja a equação diferencial homogênea:
{\displaystyle m{\frac {d^{2}y}{dt^{2}}}+\gamma {\frac {dy}{dt}}+ky=0}
modelo de amortecimento de oscilações não submetidas à força de um peso em uma mola.
O deslocamento será então da forma {\displaystyle y(t)=Ae^{-t/T}\cos(\mu t-\delta )}. A constante T é chamada de tempo de relaxamento do sistema e a constante μ é a quase-frequência.

### Eletrônica: circuito RC
Em um circuito RC contendo um capacitor carregado e um resistor, a tensão decai exponencialmente:
{\displaystyle V(t)=V_{0}e^{-{\frac {t}{RC}}}\ ,}
A constante {\displaystyle \tau =RC\ } é chamada tempo de relaxamento ou constante de tempo RC do circuito.
Um circuito oscilador não linear que gera uma forma de onda repetida pela descarga repetitiva de um capacitor através de uma resistência é chamado de oscilador de relaxamento.